# Comedy Central (Espagne)
Comedy Central est une chaîne de télévision espagnole du groupe MTV Networks España. Elle est la déclinaison espagnole de la chaîne américaine Comedy Central.

## Histoire
Paramount Comedy est lancée en mars 1999.
Le 14 mai 2014, Paramount Comedy devient Comedy Central. La chaîne profite de l'occasion pour passer en haute définition sur les bouquets ONO et Canal+.

## Programmes
La programmation de Comedy Central est composée de films et de séries espagnoles et internationales.

## Diffusion
Comedy Central est diffusée sur satellite, le câble et l'ADSL/Fibre.